# Antônio Galvão de França
Antônio Galvão de França, OFM, řeholním jménem Antonín od svaté Anny, známý také jako Frei Galvão (13. května 1739, Guaratinguetá – 23. prosince 1822, São Paulo) byl brazilský římskokatolický kněz a františkánský řeholník. Katolická církev jej uctívá jako světce.

## Život

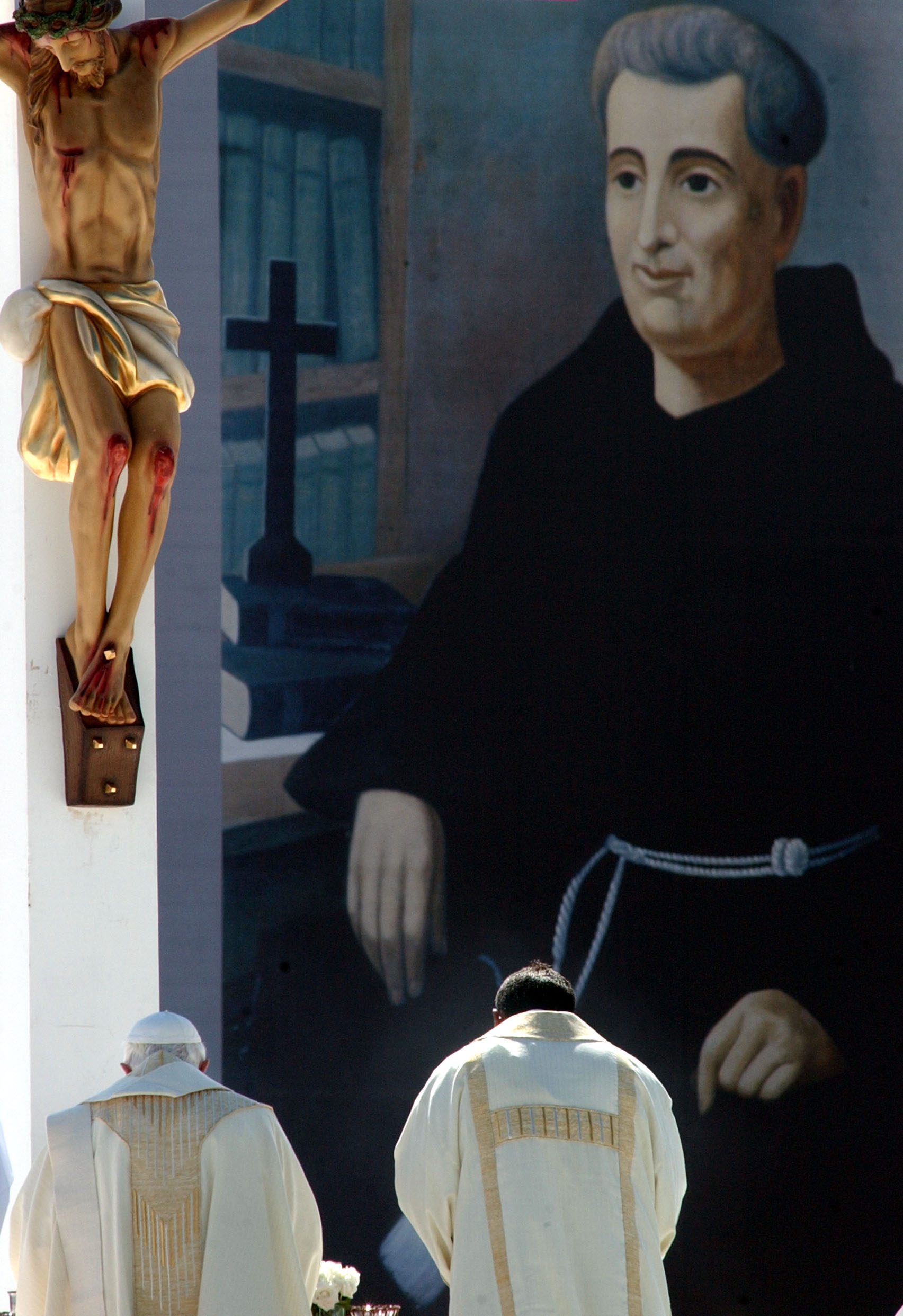
Papež Benedikt XVI. během jeho svatořečení

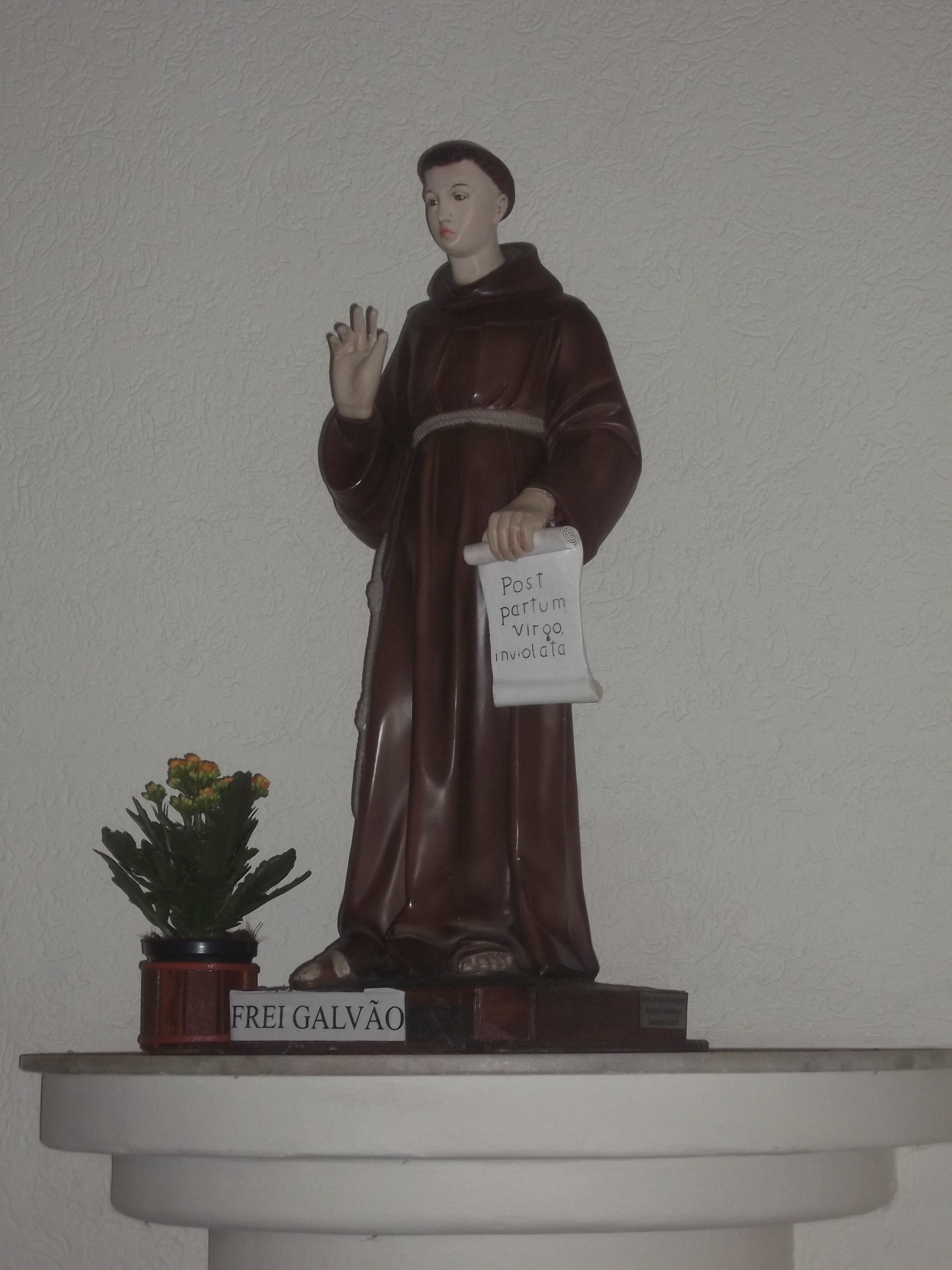
Jeho soška

Narodil se dne 13. května 1739 v Guaratinguetá jako čtvrté z deseti dětí v hluboce věřící rodině vysokého sociálního a politického postavení. Jeho otec Antônio Galvão de França se angažoval v politice i obchodu a byl členem III. řádu svatého Františka. Jeho matka Isabel Leite de Barros pocházela z farmářské rodiny a byla pravnučkou slavného bandeiranského průzkumníka Fernãa Dias Paise, zemřela předčasně roku 1755.
Ve věku 13 let jej otec poslal do jezuitského semináře Colégio de Belém v Cachoeira v Bahii. Následoval svého bratra Josého, který tam už studoval. Školu navštěvoval v letech 1752–1756. Toužil stát se jezuitským knězem, ale protijezuitské pronásledování vedené Sebastiãem Josém de Carvalho e Melem jej přivedlo ke vstupu do františkánského řádu v Taubaté.
Ve věku 16 let se vzdal své budoucí kariéry a stal se novicem v klášteře sv. Bonaventury ve Vila de Macacu v Rio de Janeiru. Přijal zde řeholní jméno Antonín od svaté Anny, na počest sv. Anny. Během noviciátu byl znám svou zbožností, horlivostí víry a příkladnými ctnostmi. Dne 16. dubna 1761 složil u františkánů své doživotní řeholní sliby.
Dne 11. července 1762 byl vysvěcen na kněze a poslán do kláštera sv. Františka ve městě São Paulo, kde pokračoval ve studiu teologie a filozofie. Roku 1766 se zavázal sloužit Panně Marii. Roku 1768 byl pověřen službou kazatele, zpovědníka a vrátného kláštera.

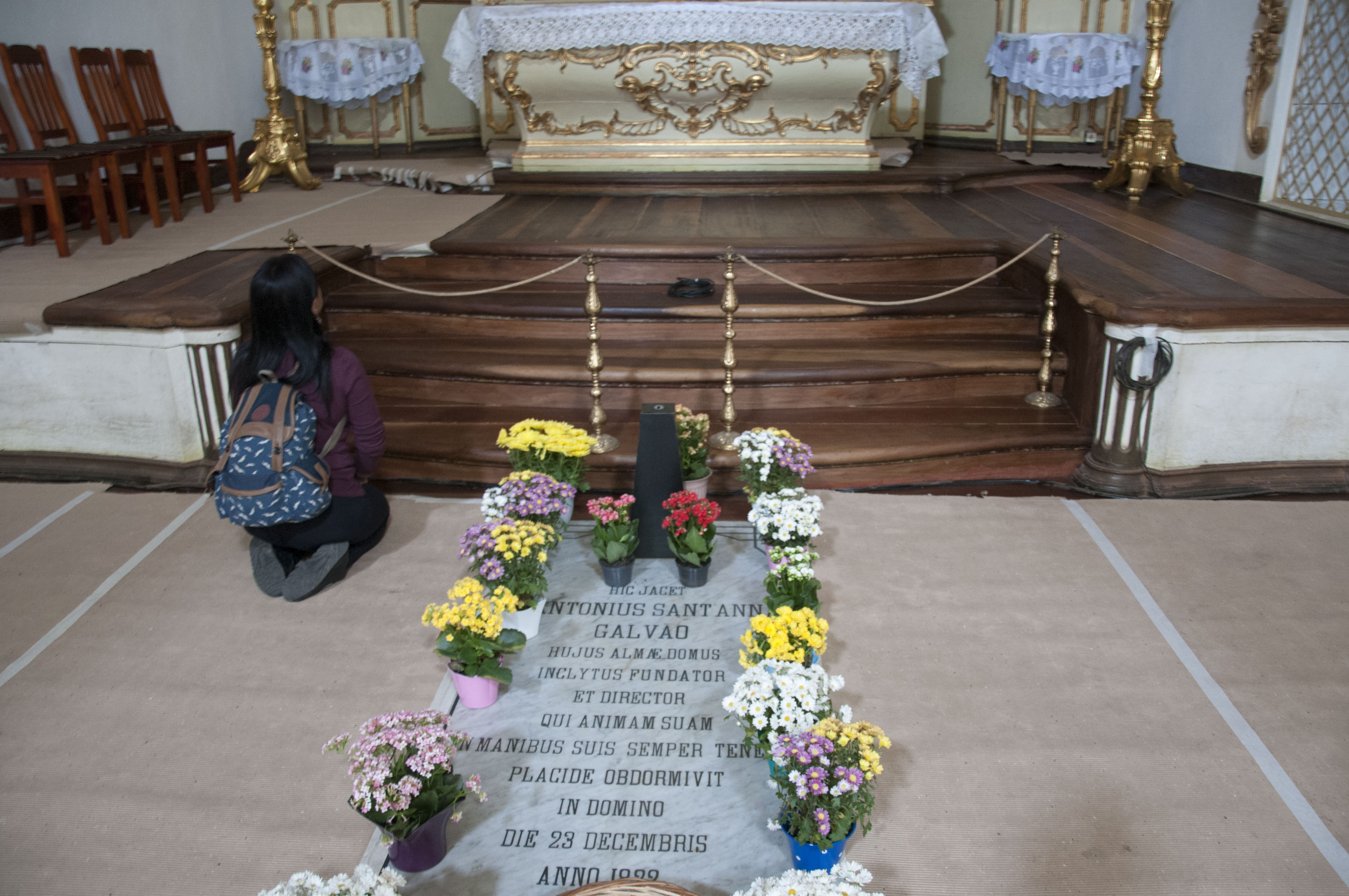
Jeho hrobka v kapli klášteře Luz v São Paulu

V letech 1769–1770 sloužil jako zpovědník pro ženské poustevnické společenství Recolhimento de Santa Teresa ve městě São Paulo. Zde potkal sestru Helenu Marii del Espiritu Santo, která měla údajné mystické vidění Krista, který ji pověřil založením nové ženské řeholní komunity. V jejím díle ji podpořil a dne 2. února 1774 byl otevřen s jeho pomocí řeholní dům ve stejném městě. Po náhlé smrti sestry Heleny dne 23. února 1775 byl pověřen duchovním vedením komunity, která i přes překážky s jeho pomocí začala rozrůstat.
Roku 1781 byl jmenován novicmistrem v Cachoeiras de Macacu. Na přání obyvatel São Paula a také místního biskupa se však brzy musel vrátit. Roku 1798 jmenován kvadriánem kláštera sv. Františka v São Paulu.
Roku 1811 založil exerciční domy ve městě Sorocaba. Po několika měsících se opět vrátil do São Paula. Zemřel v klášteře Luz, který vybodoval, v São Paulu dne 23. prosince 1822. V klášteře Luz je také v klášterní kapli pohřben.

## Úcta
Jeho beatifikační proces započal dne 21. prosince 1990, čímž obdržel titul služebník Boží. Dne 8. března 1997 jej papež sv. Jan Pavel II. podepsáním dekretu o jeho hrdinských ctnostech prohlásil za ctihodného. Dne 6. dubna 1998 byl uznán první zázrak na jeho přímluvu, potřebný pro jeho blahořečení.
Blahořečen pak byl dne 25. října 1998 v bazilice sv. Petra papežem sv. Janem Pavlem II. Dne 16. prosince 2006 byl uznán druhý zázrak na jeho přímluvu, potřebný pro jeho svatořečení. Svatořečen pak byl dne 11. května 2007 na letišti Campo de Marte v São Paulu. Obřadu předsedal během své apoštolské návštěvy Brazílie papež Benedikt XVI.
Jeho památka je připomínána 11. května. Bývá zobrazován v řeholním oděvu. Byl patronem Světových dnů mládeže 2013.